# Přerov nad Labem
Přerov nad Labem (Duits: Prerau a.d. Elbe, Alt Prerau) is een gemeente in de Tsjechische regio Midden-Bohemen.

## Fotogalerij

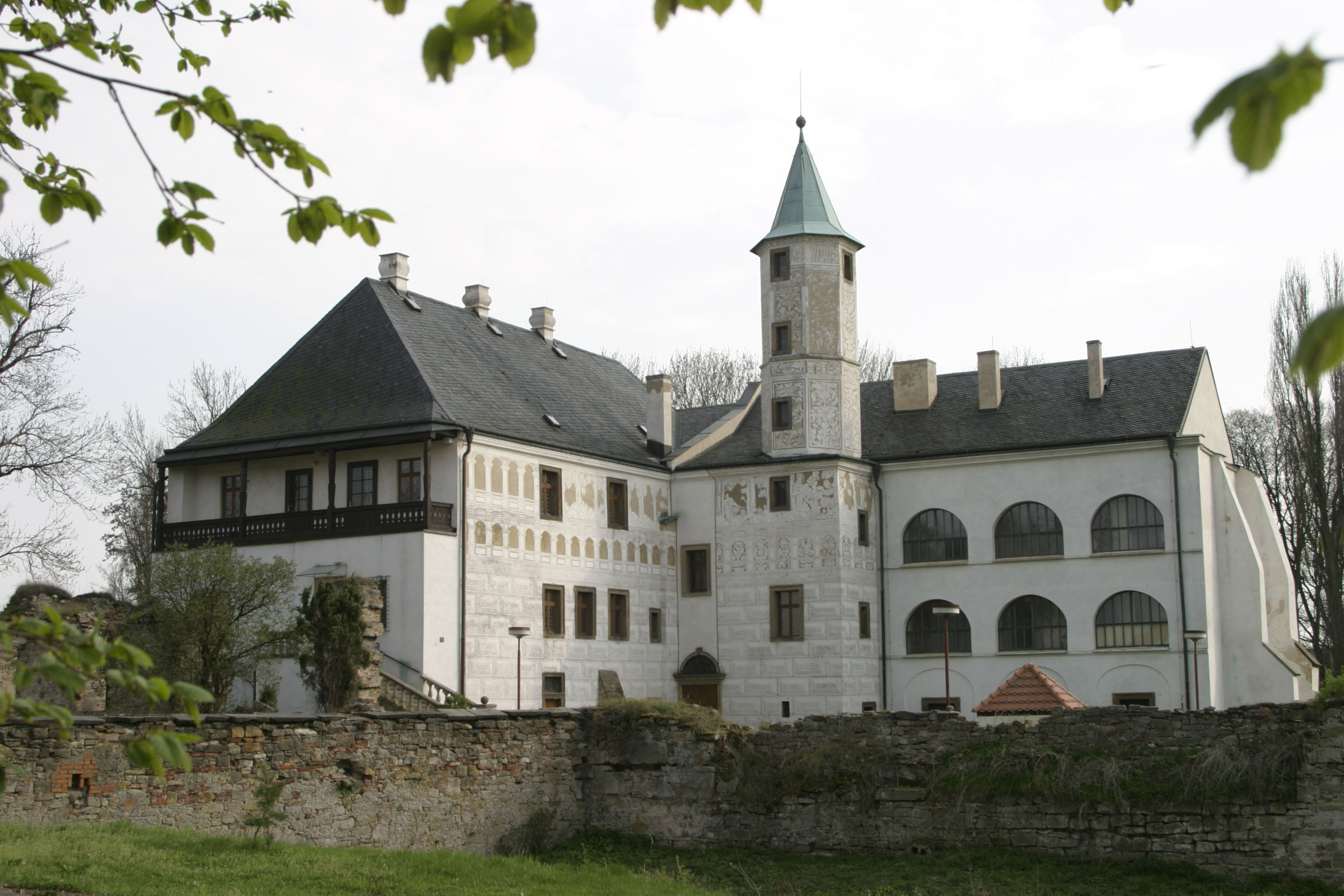
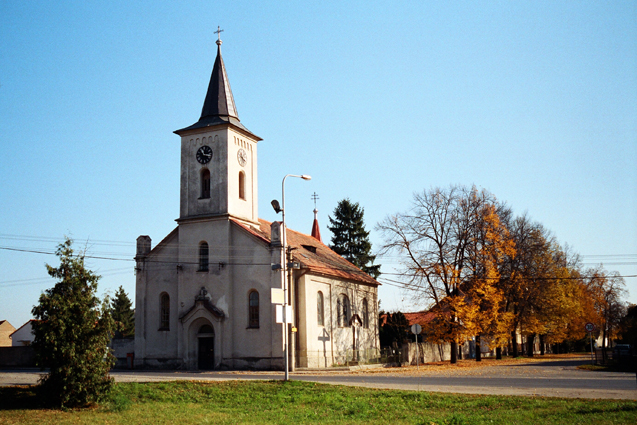
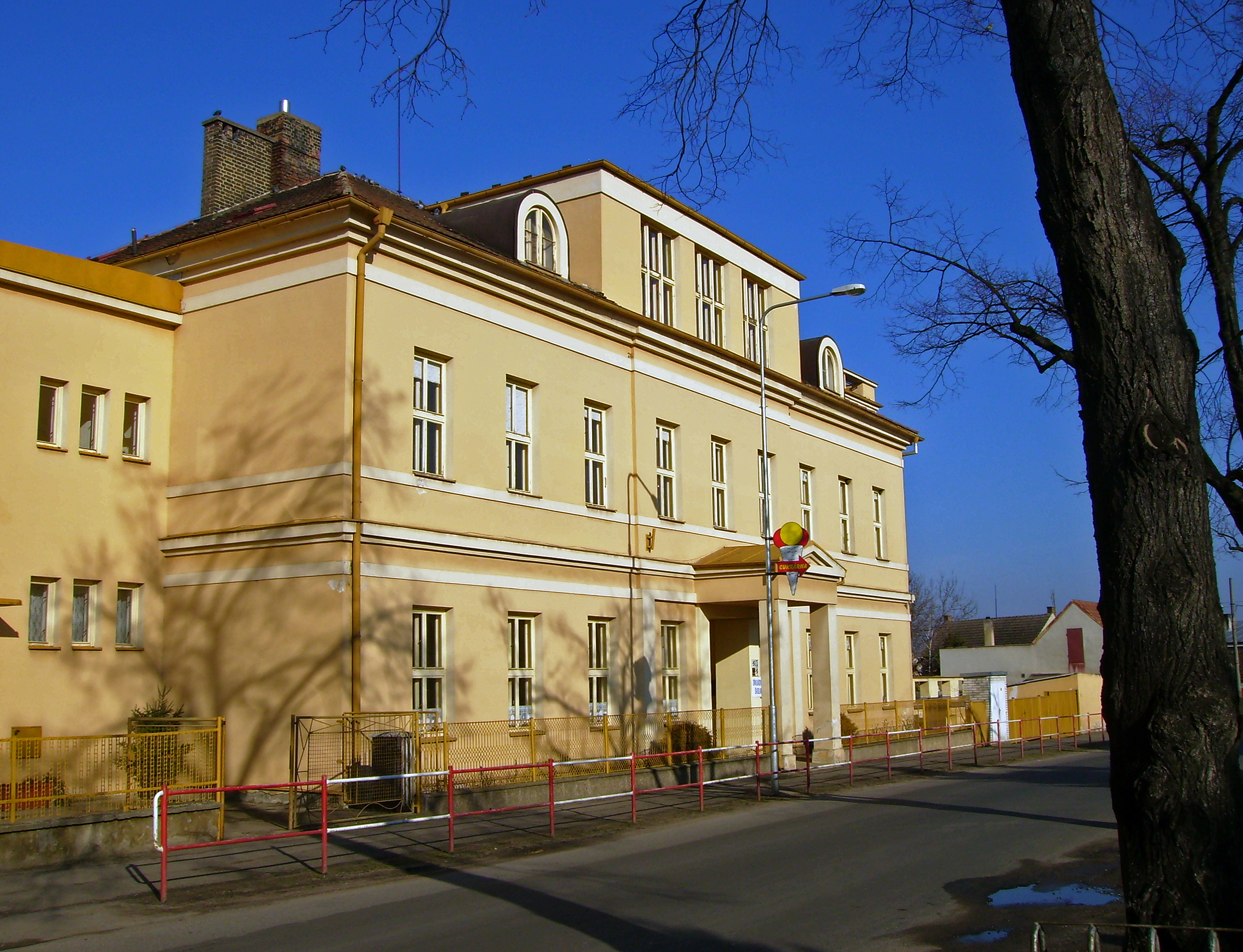